# تقييم تجربة المستخدم
تقييم تجربة المستخدم (UXE) أو تقويم تجربة المستخدم (UXA) تشير إلى مجموعة من الأساليب والمهارات والأدوات المستخدمة للكشف عن كيفية إدراك الشخص لنظام ما (منتج، أو خدمة، أو عنصر غير تجاري، أو مزيج منها) من قبل، وأثناء، وبعد التفاعل معها. ليس من السهل تقييم تجربة المستخدم لأن تجربة المستخدم ذاتية، وتعتمد على السياق، وديناميكية بمرور الوقت. لكي تنجح دراسة تقييم تجربة المستخدم، يتعين على الباحث تحديد الأبعاد والتركيبات والأساليب الصحيحة، كما يجب عليه استهداف البحث في مجال محدد يهتم به مثل الألعاب، ووسائل النقل، والجوالات، وما إلى ذلك.

## أبعاد
هناك العديد من الأبعاد المختلفة التي يجب مراعاتها عند اختيار أفضل نهج للتقييم:
- الهدف: تلخيصي (عن المنتج النهائي) أو تكويني (أثناء العملية)
- النهج: موضوعي أو شخصي
- البيانات: كمية أو نوعية
- التقسيم: تجربة المستخدم اللحظية أو العرضية أو الشاملة
- الإعداد: مختبر أو ميداني

قد تكون التجارب المعملية خياراً جيدًا لدراسة جانب معين من تجربة المستخدم، ولكن لدراسة تجربة المستخدم الشاملة على النحو الأمثل، يتوجب أن يكون البحث على مدى فترة زمنية أطول مع مستخدمين حقيقيين في بيئة طبيعية.

## البنية
ومع ذلك، وبشكل عام، هناك جوانب معينة من تجربة المستخدم يهتم بها الباحثون (المقاييس)، كما ان هناك بعض الإجراءات والتقنيات المستخدمة لجمع البيانات (الأساليب). يوجد العديد من المقاييس وبعض التركيبات عالية المستوى لتجربة المستخدم التي يمكن استخدامها كأساس لتحديد مقاييس تجربة المستخدم، فعلى سبيل المثال:
1. الفائدة: هل يرى المستخدم أن وظائف النظام مفيدة ومناسبة للغرض؟
2. سهولة الاستخدام: هل يشعر المستخدم أنه من السهل والفعال إنجاز الأمور باستخدام النظام؟
3. الجماليات: هل يرى المستخدم أن النظام جذاب بصريًا؟ هل تشعر بالمتعة عند استخدامه؟
4. التعريف: هل يمكنني تعريف نفسي بالمنتج؟ هل أبدو جيدًا عند استخدامه؟
5. التحفيز: هل يمنحني النظام الإلهام؟ أو تجارب مدهشة؟
6. القيمة: هل النظام مهم بالنسبة لي؟ ما هي قيمته بالنسبة لي؟

لتقييم تجربة المستخدم بشكل صحيح، يجب مراعاة المقاييس والعوامل الأخرى المحيطة بالدراسة، على سبيل المثال:
- البيانات (المقاييس): الوقت المستغرق لإكمال المهمة.
- المقياس (المقاييس): المؤشرات التي تظهر الفعالية والكفاءة والرضا.
- عوامل أخرى: شروط الاستخدام، البيئة المحيطة والعوامل البشرية الأخرى.

## أساليب
يمكن للطريقة الفردية جمع بيانات حول مجموعة من التركيبات المحددة لتجربة المستخدم. على سبيل المثال، يُستخدم اختبار قابلية الاستخدام لجمع البيانات حول بنية قابلية الاستخدام. كما أن الطرق تختلف أيضًا إذا كان الهدف منها قياس تجربة مؤقتة أو عرضية (أي تقييم شعور الشخص حيال حلقة تفاعل معينة أو بعد تنفيذ مهمة) أو تجربة بمرور الوقت، والتي تُعرف أيضًا بالتجربة الطولية. ويمكن تصنيف طرق تقييم تجربة المستخدم إلى ثلاث فئات: الطرق الضمنية والصريحة والإبداعية.

### طرق ضمنية
لا تركز الأساليب الضمنية لبحوث تجربة المستخدم فقط على ما يقوله المستخدمون، ولكن أيضًا على ما لا يستطيع المستخدم التعبير عنه شفهيًا. ويمكن أن تساعد العديد من الأدوات المتاحة في عملية التقييم الضمني، ولا سيما في تحقيق هدف جمع البيانات الضمنية أو الموضوعية. يستخدم باحثو تجربة المستخدم أحدث المعدات للكشف عن جميع جوانب التجربة، عند توفر هذه المعدات.
أمثلة على أساليب وأدوات التقييم الضمني:
- تتبع العين.
- تتبع الانتباه.
- تتبع المستخدم.
- قياس المهام ورد الفعل، استجابة الجلد الجلفاني أو موصلية الجلد.
- تخطيط كهربية الدماغ (EEG).
- دراسات الملاحظة: ملاحظة المشاركين حيث يراقب المراقبون ردود أفعال المشاركين، مثل إيماءات الوجه وغيرها من الإيماءات أو نبرة الصوت أو إشارات لغة الجسد الأخرى.

### أساليب صريحة
تستكشف الطرق الواضحة لأبحاث تجربة المستخدم ما يدركه المستخدم بوعي لحمله على التفكير في مشاعره أو أفكاره، وجمع وجهات نظره وآرائه. من الجوانب المهمة للطرق الصريحة اختبار قابلية الاستخدام وتقييم المشاعر.

### تقييم المشاعر
عند التحقيق في تجارب المستخدم اللحظية، يمكننا تقييم مستوى التأثير الإيجابي، والتأثير السلبي، والفرح، والمفاجأة، والإحباط، إلخ. ترتبط مقاييس العواطف بالطرق المستخدمة لتقييم المشاعر، بينما تتضمن مقاييس المشاعر النموذجية مشاعر مختلفة مثل التكافؤ والإثارة. ويمكن جمع بيانات المشاعر الموضوعية عن طريق قياسات نفسية فيزيولوجية، أو من خلال مراقبة المشاعر المعبر عنها. كما يمكن جمع البيانات العاطفية الذاتية باستخدام أساليب التقرير الذاتي، والتي يمكن أن تكون لفظية أو غير لفظية.
أمثلة على طرق تقييم المشاعر:
- تهدف قياسات المشاعر النفسية الفيزيولوجية إلى التعرف على العواطف من التغيرات الفسيولوجية في العضلات (مثل الوجه)، حدقة العين، والجلد، والقلب، والعقل، إلخ.
- التعابير اللفظية
- يمكن استخدام بروتوكول التفكير بصوت عالٍ للإبلاغ عن المشاعر (تقرير ذاتي شفهي في الوقت الفعلي)
- جدول التأثير الإيجابي والسلبي (باناس) (تقرير ذاتي شفهي بأثر رجعي)
- عجلة جنيف العاطفية[2] (تقرير ذاتي شفهي بأثر رجعي)
- مقياس التأثير الفوتوغرافي (PAM)[3]
- منزلق العاطفة[4] (تقرير ذاتي غير لفظي مستمر)
- أداة التقييم الحسي (SEI)[5] (تقرير ذاتي رسومي غير لفظي)
- بريمو، إصدار جديد من بطاقات ايمو لتقييم المشاعر[6] (تقرير ذاتي رسومي غير لفظي)

### طرق إبداعية
تتشارك الأساليب الإبداعية في الأهمية مع كلاً من الطرق الضمنية والصريحة، حيث تُمكن الباحث المستخدم من الجمع بين وجهة نظر فريق التصميم، بالإضافة إلى أحلام وتطلعات وأفكار السوق المستهدفة للتصميم الأمثل. هذه الأنشطة أكثر انفتاحًا وتسمح للناس إما بالاشتراك مع المهندسين / المصممين، أو استخدام خيالهم للتعبير عن نظامهم المثالي.
أمثلة على طرق التقييم الإبداعية
- أنشطة التصميم المشترك
- ورش عمل الخاصة بالإبداع
- نماذج الورق، التخطيط الشبكي، رسم الخرائط الذهنية
- فرز البطاقات
- شخصيات المستخدم

### طولية
على عكس تحديد المشاعر اللحظية، تتحقق تقييم تجربة المستخدم الطولية من شعور الشخص تجاه النظام ككل، بعد استخدامه لفترة من الوقت.
أمثلة على طرق تقييم تجربة المستخدم الطولية (باستثناء طرق الاستخدام التقليدية):
- طرق اليوميات[7] لتجارب الإبلاغ الذاتي أثناء الدراسات الميدانية
- طريقة أخذ العينات من التجربة (ESM)[8] للإبلاغ الذاتي أثناء الدراسات الميدانية
- طريقة إعادة الإعمار النهاري (DRM)[9] - سرد القصص للكشف عن التجارب ذات المغزى أثناء الدراسات الميدانية
- استبيان أتراكديف[10] لتقييم تجربة المستخدم الشامل
- استبيان تجربة المستخدم (UEQ) (متوفر بعدة لغات)[11]
- مقابلات السلم - على سبيل المثال لمعرفة المواقف أو القيم وراء السلوك أو الخبرة
- تجربة المستخدم الشاملة (HUX)[12] تحديد عوامل المنتج ذات الصلة لتجربة المستخدم الشاملة

## مجالات أبحاث تقييم تجربة المستخدم

### وسائل النقل
قطعت السيارات شوطًا طويلاً منذ بدايتها في أواخر القرن التاسع عشر. ومن أهم الأشياء التي ساعدت السيارات على توفير المزيد من الأمان والراحة هي الإلكترونيات. مع التقدم في التكنولوجيا والإلكترونيات، تمكنت شركات تصنيع السيارات من تقديم مجموعة متنوعة من الخدمات ووسائل الراحة. أحدثت صناعة السيارات ثورة في الطريقة التي ينتقل بها الناس من مكان إلى آخر، من إنشاء الحقن الإلكتروني للوقود إلى نظام تحديد المواقع العالمي الشهير الموجود بشكل قياسي في العديد من السيارات اليوم. إن مفتاح تطوير هذه التقنيات يتمثل في فهم كيفية تفاعل الأشخاص مع المركبات اليوم، والعوامل التي تساهم في تجربة قيادة رائعة، ومعرفة علاقة المستخدمين الحالية مع السيارة، وما هو المكان الذي تتمتع به في حياتهم. تضمن هذه المعلومات ممارسات تصميم تتمحور حول المستخدم بهدف إنشاء تصميمات متماسكة وتنبؤية ومرغوبة.
بمجرد طرح مفاهيم وأفكار تصميم محددة على الطاولة، يستكشف باحثو تقييم تجربة المستخدم بشكل أكبر كيف يتفاعل الناس معهم فيما يتعلق بالرغبة، وإمكانية العثور، والفائدة، والمصداقية، وإمكانية الوصول، وقابلية الاستخدام، ومقاييس العوامل البشرية. تتضمن نتائج هذا العمل متطلبات المستخدم والتحقق من صحة المفهوم وإرشادات التصميم. أجرى الباحثون بحثًا مثيرًا للاهتمام للإجابة على أسئلة مثل: هل يمكن لنظام المعلومات والترفيه داخل السيارة (IVI) مع خاصية التحدث التي تثيروتفهم شخصيتك أن يغير علاقتك بسيارتك ؟، هل يمكن للنظام داخل السيارة أن يدعم الاسترخاء بعد العمل ؟، هل يمكن للحلول داخل السيارة معالجة الاحتياجات الخاصة للأطفال كركاب ومساعدة الوالدين في مهمة القيادة؟  والعديد من الأسئلة الأخرى. بالإضافة إلى ذلك، تُعقد ورش عمل وتجمعات للباحثين حول العالم لمناقشة تقنيات التقييم الحالية ودفع مجال أبحاث الخبرة في مجال النقل. ومن الأماكن المهنية المهمة لهذا العمل، المؤتمر الدولي لواجهات مستخدمي السيارات وتطبيقات المركبات التفاعلية AutomotiveUI.

### طرق تقييم تجربة المستخدم الخاصة بوسائل النقل
كما هو الحال مع طرق تقييم تجربة المستخدم الأخرى، فإن الطريقة المختارة في هذا المجال لها علاقة كبيرة بالنتيجة المرجوة ومكان المشروع في دورة التصميم الخاصة به. بالنظر إلى ذلك، يتم اختيار الأساليب الأكثر ملاءمة لمشكلة البحث التي ينتهي بها الأمر في معظم الأحيان إلى مزيج من الضمني والصريح والإبداعي. تتضمن بعض الطرق:
- المقابلات : منظمة وغير منظمة.
- دراسات يوميات[17]
- استبيانات تقييم عبء العمل (أي DALI - مؤشر حمل نشاط القيادة مقتبس من NASA-TLX )
- التقييم الذاتي لاستبيانات الواجهات (أي ساسي — التقييم الذاتي لواجهات نظام الكلام )[18] الذي يمكن أن يؤدي إلى تصميم إرشادات لواجهات الكلام[13]
- تجربة الاستقصاء (النماذج الأولية، رواية القصص، القصص المصورة)
- أنشطة التصميم المشترك
- الملاحظات (أي ترميز مشاعر الإحباط والبهجة، والإشارات غير اللفظية الأخرى)

### الألعاب الإلكترونية
تعتبر أبحاث تجربة المستخدم وقابلية الاستخدام هي الهدف الجديد نسبيًا في اختبار تشغيل ألعاب الفيديو. بدأ عدد متزايد من الشركات بما في ذلك بعض أكبر الناشرين في العالم في الاستعانة بمصادر خارجية لتقييم تجربة المستخدم أو فتح مختبرات داخلية خاصة بهم.  يستخدم الباحثون مجموعة متنوعة من تقنيات HCI والتقنيات النفسية لفحص فعالية تجربة المستخدم للألعاب أثناء عملية التصميم.
هناك أيضًا بعض الشركات التي بدأت في استخدام المقاييس الحيوية لقياس العلاقة علميًا بين الأحداث داخل اللعبة ومشاعر اللاعب ومشاعره (تجربة المستخدم) ، مثل بليرسرش وسيركو اكسبيرينس لاب في المملكة المتحدة، وفالف، Electronic Arts و بولتبيترز و VMC Labs في الولايات المتحدة وكندا. يأتي الاهتمام بهذا المجال من الأوساط الأكاديمية والصناعية، مما يتيح أحيانًا العمل التعاوني. تم عرض عمل Game UX في أماكن احترافية، مثل مؤتمر مطوري الألعاب (GDC).

### تصميم المواقع الإلكترونية
أصبح تقييم تجربة المستخدم ممارسة شائعة في تصميم الويب، لا سيما داخل المؤسسات التي تطبق ممارسات التصميم التي تركز على المستخدم، حيث يتم تقييم تجربة المستخدم باستمرار طوال دورة حياة تصميم المنتج بالكامل من خلال اختبار المستخدم.